# Innovia Metro
Innovia Metro — автоматизована система швидкого транспорту виробництва Alstom. 
Системи Innovia Metro працюють на звичайних металевих рейках і отримують енергію від третьої рейки, але живляться від лінійного асинхронного двигуна, який забезпечує тягу за допомогою магнітної сили, щоб тягнути «четверту рейку» (алюмінієву смугу), розміщену між біговими рейками. 
Однак новіші версії технології доступні зі стандартним електричним роторним двигуном.
Дизайн був спочатку розроблений в 1970-х роках Корпорацією розвитку міського транспорту (UTDC), що належить уряду Онтаріо. 
Його було розроблено як систему, яка забезпечить економічні швидкісні послуги транспорту в передмістях, які матимуть рівень пасажиропотоку між тим, що може обслуговувати автобус на нижчому рівні, або метро на високому рівні. 
Під час розробки система була відома як ICTS (Transit System Intermediate Capacity Transit System ). 
ICTS було обрано для ліній у Ванкувері, Торонто та Детройті. 
Подальші продажі не відбулися, і уряд Онтаріо втратив інтерес до компанії, продавши її Lavalin з Квебеку в 1986 році. 
Lavalin зіткнувся з серйозними фінансовими труднощами, і UTDC повернувся під контроль Онтаріо, але був негайно проданий Bombardier Transportation.
Bombardier використовував назву Advanced Rapid Transit (ART) після придбання технології. 
Компанія була набагато активнішою у розробці та просуванні цієї системи, запровадивши значну нову редакцію та вигравши кілька додаткових продажів у Нью-Йорку, Пекіні, Куала-Лумпурі та Йон'іні поблизу Сеула.
Пізніше Bombardier буде придбана Alstom, яка продовжує продавати цю технологію. 
Остання версія продається як Innovia Metro, тоді як попередні моделі заднім числом мають бренд Innovia ART. Найбільша система є частиною мережі метро Vancouver SkyTrain, яка зазнала кількох серйозних розширень протягом свого існування. 
Він обслуговує трохи менше 50 кілометрів колії, сумісної з поїздами Innovia Metro. Ванкувер був першим, хто замовив вагони Innovia Metro 300. 
Відтоді Куала-Лумпур та Ер-Ріяд замовили транспортні засоби для новітньої технології Innovia Metro.

## Поставлений рухомий склад і системи
| Мережа                                       | Розташування                          | Довжина | Тип             | Тип             | Тип               | Тип                              | Тип                             |
| Мережа                                       | Розташування                          | Довжина | Innovia ART 100 | Innovia ART 200 | Innovia Metro 300 | Innovia Metro 300 під замовлення | Innovia Metro (майбутня модель) |
| -------------------------------------------- | ------------------------------------- | ------- | --------------- | --------------- | ----------------- | -------------------------------- | ------------------------------- |
| SkyTrain – лінії Експо, Міленіум             | Ванкувер, Британська Колумбія, Канада | 59.5 км | 150             | 108             | 84                |                                  | 205                             |
| Піплмувер Детройта                           | Детройт, Мічиган, США                 | 4.7 км  | 12              |                 |                   |                                  |                                 |
| Метрополітен Куала-Лумпура – Лінія Келана-Яя | Куала-Лумпур, Малайзія                | 46.4 км |                 | 210             | 56                | 108                              |                                 |
| AirTrain JFK                                 | Нью-Йорк, США                         | 13 км   |                 | 32              |                   |                                  |                                 |
| Capital Airport Express                      | Пекін, Китай                          | 27 км   |                 | 40              |                   |                                  |                                 |
| Залізничний парк Західного узбережжя         | Сквоміш, Британська Колумбія, Канада  | –       |                 | 1               |                   |                                  |                                 |
| EverLine                                     | Йон'ін, Південна Корея                | 18.1 км |                 | 30              |                   |                                  |                                 |
| Метрополітен Ер-Ріяда – Помаранчева лінія    | Ер-Ріяд, Саудівська Аравія            | 40.7 км |                 |                 |                   | 94                               |                                 |
| Bombardier Transportation тестовий трек      | Мілгафен , Онтаріо, Канада            | 1.88 км | 2               |                 | 2                 |                                  |                                 |
| Потягів                                      | Потягів                               | Потягів | 192             | 421             | 142               | 202                              | 205                             |
| Вагонів                                      | Вагонів                               | Вагонів | 1162            | 1162            | 1162              | 1162                             | 1162                            |

### Колишні системи
Через сходження поїзда в липні 2023 року Транзитна комісія Торонто назавжди закрила лінію 3 Скарборо в Торонто , яка була оригінальною системою, яка використовувала технологію Innovia Metro, на чотири місяці до запланованого закриття в листопаді 2023 року.
| Мережа                             | Розташування              | Довжина | Type            |
| Мережа                             | Розташування              | Довжина | Innovia ART 100 |
| ---------------------------------- | ------------------------- | ------- | --------------- |
| Метрополітен Торонто – Третя лінія | Торонто , Онтаріо, Канада | 6.4 км  | 28              |